# Логинов, Александр Юрьевич
Александр Юрьевич Логинов (род. 18 февраля 1987, Уфа, Башкирская АССР, РСФСР, СССР) — российский хоккеист, защитник. Тренер.

## Биография
Воспитанник уфимского хоккея. Карьеру начал в 2005 году в составе «Салавата Юлаева», выступая до этого за его фарм-клуб. Три года спустя вместе с командой завоевал золотые награды чемпионата России, а всего в составе уфимцев он провёл 98 матчей, в которых набрал 10 (2+8) очков. В самом начале сезона 2008/09 Логинов находился на просмотре в ЦСКА, однако, не подойдя клубу, отправился в высшую лигу, где стал выступать в составе нефтекамского «Тороса».
22 декабря 2009 года подписал контракт с чешским клубом «Энергия», где за оставшуюся часть сезона набрал 12 (4+8) очков в 16 матчах. 6 сентября 2010 года Логинов вернулся в Россию, заключив соглашение с нижегородским «Торпедо», в составе которого в сезоне 2010/11 он дебютировал в КХЛ, набрав 7 (2+5) очков в 38 матчах. По окончании сезона расторг контракт и принял решение заключить соглашение с екатеринбургским «Автомобилистом», в составе которого в сезоне 2011/12 провёл 36 матчей, набав 8 (2+6) баллов.
14 мая 2012 года Логинов подписал двухлетний контракт с хабаровским «Амуром». За команду выступал на протяжении трёх сезонов.
В сезоне 2014/15 вернулся в «Автомобилист», а через год был обменян на Егора Дубровского в родной клуб. В сезоне 2015/16 он набрал 33 очка за 44 игры, что стало лучшим его результатом в его карьере.
С 2022 года — тренер в школе «Салавата Юлаева».

### В сборной
В составе сборной России Александр Логинов принимал участие в молодёжном чемпионате мира 2007 года, на котором он вместе с командой стал серебряным призёром, набрав 3 (1+2) очка в 6 проведённых матчах.

## Достижения
- Серебряный призёр молодёжного чемпионата мира 2007.
- Чемпион России 2008.
- Бронзовый призёр КХЛ 2016.
- участник матча звёзд КХЛ: 2016

## Статистика
| Легенда | Легенда                    | Легенда | Легенда                   | Легенда | Легенда    |
| ------- | -------------------------- | ------- | ------------------------- | ------- | ---------- |
| И       | Количество проведённых игр | Штр     | Штрафное время            | +/−     | Плюс-минус |
| Г       | Голы                       | П       | Голевые передачи          | О       | Очки       |
| -       | Статистика неизвестна      | —       | Статистика не учитывалась |         |            |

### Клубная карьера
- a В этом сезоне в «Плей-офф» учитывается статистика игрока в Кубке Надежды.

## Семья
Жена Екатерина, дочь Николая Осипова. Сын Максим, дочь Таисия.